# Georges Eekhoud
Georges Eekhoud (27. května 1854 Antverpy – 29. května 1927 Shaerbeek, Belgie) byl belgický spisovatel vlámského původu píšící francouzsky.
Eekhoud byl regionalista známý především svou schopností zobrazovat výjevy z venkovského i městského každodenního života. Měl sklon popisovat temné stránky lidských tužeb, psát o společenských vyděděncích a dělnické třídě.

## Životopis
Narodil se v rodině Fernanda Eekhouda (?–1865) a Guilleminy Oedenkoven (1814–1860). Byl členem poměrně dobře situované rodiny, ale jako malý chlapec přišel o rodiče.
Když se osamostatnil, začal pracovat pro časopis nejprve jako korektor. Velkorysost jeho babičky mu umožnila v roce 1877 vydat první dvě knihy, Myrtes et Cyprès a Zigzags poétiques, což byly svazky poezie. Na počátku 80. let 19. století se účastnil několika moderních francouzsko-belgických uměleckých hnutí, jako Les XX (Dvacítka) a La Jeune Belgique (Mladá Belgie). V roce 1883 vyšel jeho první román Kees Doorik o divokém životě mladého drsného zemědělského dělníka, který spáchal vraždu. Eekhoudovi se dostalo ostražité chvály od slavných autorů, jako byli Edmond de Goncourt a Joris-Karl Huysmans, kteří mu poslali osobní dopis. Za jeho druhou prozaickou knihu Kermesses (Veletrhy, 1884) ho pochválili nejen Goncourt a Huysmans, ale také Émile Zola, o němž Eekhoud v roce 1879 napsal esej.
V roce 1886 mu vyšel román Les milices de Saint-François (Vojáci svatého Františka Xaverského). V té době se již Eekhoudovým stálým tématem stal venkov Campine, chudá zemědělská čtvrť východně od Antverp. Eekhoudův osobitý styl byl prostoupen nadšením pro mladé rošťácké zemědělské dělníky a jejich drsný a nevázaný život. Jeho nejslavnější román La nouvelle Carthage (Nové Kartágo) vyšel v definitivní podobě v roce 1893 a byl mnohokrát přetiskován. Venkovskou Campine v této knize nahradil brutální život plný lásky a smrti v antverpské přístavní metropoli a její špinavý průmysl.
Eekhoud vydal dva svazky povídek: Cycle patibulaire v roce 1892 (Brusel, Kistemaeckers) a v roce 1895 Mes communions (Brusel, Kistemaeckers). Mnohé z těchto povídek obsahují nestoudné milostné příběhy mezi muži a Eekhoud dokonce obhajoval Oscara Wilda v povídce „Le Tribunal au chauffoir“, která byla poprvé publikována v literárním časopise L'Art Jeune v září 1895, jen několik měsíců po Wildeově odsouzení, a poté ve vydání Le Cycle patibulaire z roku 1896.

### Escal-Vigor
V roce 1899 nabídl Eekhoud svým čtenářům nový a odvážný román Escal-Vigor. Jedná se o název hradu jeho hlavního hrdiny, hraběte Jindřicha de Kehlmarka. Mnozí z těchto čtenářů byli šokováni, protože kniha pojednává o lásce mezi muži. Escal-Vigor je homogenní, lineární text. Co do kompozice je Escal-Vigor nejméně dekadentní z jeho děl.
Jasný a rozhodný román o homosexualitě Escal-Vigor směřoval k problémům. Přestože byl většinou kritiků, jako například Rachildou a Eugènem Demolderem, přijat kladně, byl proti němu zahájen soudní proces. Bouře protestů, zvláště hlasitých kvůli četným literárním celebritám, a prohnaný právník s literárními ambicemi Edmond Picard však udělali své a Eekhoud byl zproštěn viny.

### Pozdější léta
Pozdější romány a povídky, například román L'Autre vue z roku 1904 (Paříž, Mercure de France), reedice z roku 1926 pod názvem Voyous de velours ou L'autre vue (Brusel, Renaissance du Livre) a Les Libertins d'Anvers (Antverpští libertinové, 1912), obsahují také představy o queer lásce nebo někdy jen náznaky obdivu k mužství, například Dernières Kermesses (1920). Eekhoud si dopisoval s Jacquesem d'Adelswärd-Fersenem a přispíval do jeho luxusního literárního měsíčníku Akademos (1909). Přátelil se také s mladým nizozemským Jacobem Israëlem de Haanem a ovlivnil ho. Eekhoud napsal předmluvu k de Haanovu sadomasochistickému románu Pathologieën (Patologie, 1908). Oba autoři spolu udržovali kontakt prostřednictvím dopisů.
Eekhoud byl i nadále uznávaným autorem, dokud v první světové válce, která zpustošila Belgii, nezaujal pevný pacifistický postoj, po němž jeho hvězda upadala. Ve dvacátých letech začaly být jeho knihy znovu vydávány.
Georges Eekhoud po sobě zanechal rozsáhlý deník (1895–1927) o přibližně 5000 stranách, který v roce 1982 zakoupila Královská knihovna v Bruselu. V různých belgických knihovnách se nacházejí rozsáhlé sbírky korespondence.

### Současnost
V dnešní době se těší pozornosti zejména queer aspekt jeho děl. Escal-Vigor byl znovu vydán v roce 1982 a Eekhoudovy milostné dopisy novináři Sanderu Pierronovi byly editovány Mirande Lucienovou (1945–2023) a vydány v roce 1993 pod názvem Mon bien aimé petit Sander. Mirande Lucienová také vydala životopis Georgese Eekhouda: Eekhoud le rauque (1999).

## Dílo

### V češtině
- Kees Doorik – přeložil Arnošt Procházka. Praha: Josef Pelcl, 1899[1]
- Červený Kohout – in: 1000 nejkrásnějších novel... č. 22, úvod František Sekanina, přeložil Josef Marek, s. 36–64. Praha: J. R. Vilímek, 1912
- Nové Kartágo – přel. Jaroslav Smetana; doslov Vladimír Brett. Praha: Melantrich, 1985